# Национални парк Клисура Нере — Беушница
Национални парк Клисура Нере — Беушница (рум. Parcul Naţional Cheile Nerei-Beușniţa) (II категорија (национални парк) према критеријумима МУЗП (Међународне уније за заштиту природе)) је заштићено подручје у Румунији на територији жупаније Караш-Северин.
Овај парк, који захвата површину од 36 758 ha, проглашен је природним заштићеним подручјем према Закону бр.5 који је донесен 6. марта 2000. године, а објављен 12. априла 2000. у службеном румунском документу под бројем 152. Представља планинско подручје са планинским врховима, цирковима, пукотинама, пећинама, долинама, кањонима, водопадима које пружа уточиште разноврсној флори и фауни, а неке од врста су ендемске или врло ретке.

## Географија
Национални парк смештен је на крајњем југозападу земље у жупанији Караш-Северин. Највећи део парка обухвата јужни део Анинских планина, док мањи део, јужно од реке Нере, чине обронци планине Локве. Обе су део групе Банатских планина. Централне координате националног парка су  44° 56′ 21″ С; 21° 51′ 24″ И.
На национални парк се наставља национални парк Семеник — Клисура Караша на северу и парк природе Гвоздена врата на југу.
Административно се територија националног парка у целости налази у жупанији Караш-Северин, на територијама 8 административно-територијалних јединица: општинама Бозович, Лапушнику Маре, Шопоту Ноу, Карбунари, Саска Монтана и Чиклова Романа и градова Оравица и Анина.

### Рељеф
Рељеф националног парка чине планине од којих 4/5 обухватају Анинске планине, а 1/5 планина Локва. Надморска висина у оквиру парка креће се од 90 метара (у проширеном заштићеном подручју), па све до преко 1.000 метара колико достижу неки врхови Анинских планина. Највиши врх је Леордиш висине 1.160 метара, а од осталих се издвајају Кунуна (1.046 m) и Грохану Маре (1.044 m). Планина Локва је доста нижа и на територији парка издвајају се врхови Талва Баланулуј (716 m) и Станчилова (613 m). 

### Хидрографија
Хидрогафска мрежа обухвата басен реке Нере и њене притоке: Миниш, Лапушник, Мочериш, Дучин, Ваља Реа, Беу, Шушара и Кременица. Нера протиче кроз парк у дужини од 23 километара где се усекла и формирала клисуру између Анинских планина и Локве. Осим Нере, издвајају се и долине река Миниш и Беу.
На територији националног парка налазе се два природна језера која представљају јединствени феномен у земљи: Ђавоље језеро и Бегово око. Ђавоље језеро или Лакул Дракулуј (рум. Lacul Dracului) се налази у клисури Нере, на њеној левој обали. Настало је урушавањем пећинске таванице и има површину од 700  и дубину од 12 m. Бегово око (рум. Lacul Ochiul Beiului) је заправо врело које је формирало мало језеро површине 284  и дубине од 3,6 m. Осим природних језера, постоје и вештачка језера Гура Голумбулуј, Кривина и Беј. Најзначајније је језеро Гура Голумбулуј површине 7 хектара настало преграђивањем реке Миниш у близини Бозовича.

### Клима
Клима је умерено - континентална, са умереним зимама, топлим летима, малом температурном амплитудом, кишовита и под утицајем медитеранског климата.

## Туризам
Као главне природне туристичке атракције националног парка, могу се издвојити:
- Клисура Нере
- Долина реке Беу
- Водопад Вајоага
- Клисура Шушаре и водопад Шушара
- Језеро Бегово око
- Водопади Беушнице и бигрени слапови у долини Беушнице
- Пећина Понор — Плопа
- Клисура Миниша
- Извор и водопад Бигар
- Ђавоље језеро

### Улази у парк
У национални парк посетиоци могу ући преко више локација:
- Код Чиклове Монтане — место
- Код Оравице — Велико језеро
- Код Бозовича — расадник Бозович
- Код Шопотуа Ноуа — мост Шопот
- Код Саске Монтане — клисура Шушаре
- Код Потока — долина Кикирега

## Резервати природе
Унутар националног парка утврђено је шест резервата природе: Долина Чиклове — Илидија, Дучин, Извор Бигар, Клисура Нере — Беушница, Клисура Шушаре и Личовача.
| Назив                    | Румунски назив          | Површина у |
| Долина Чиклове — Илидија | Valea Ciclovei — Ilidia | 1.865,6    |
| Дучин                    | Ducin                   | 260,7      |
| Извор Бигар              | Izvorul Bigăr           | 176,6      |
| Клисура Нере — Беушница  | Cheile Nerei — Beușnița | 3.081,3    |
| Клисура Шушаре           | Cheile Șușarei          | 246,0      |
| Личовача                 | Liciovacea              | 33,0       |

Поред ових, постоји и резерват природе Брдо Караула (рум. Dealul Cărăula) површине 123 хектара за који је планирано укључење у територију националног парка проширивањем.

## Галерија
- Водопад Беушница
- Бегово око
- Ђавоље језеро
- Клисура Нере
- Водопад Бигар
- Језеро Миниш
- Водопад Шушара
- Тунел у клисури Нере
- Река Нера
- Водопад Вајоага
- Клисура Нере